# Petunia × hybrida
Petunia × hybrida  ("petunia") es el nombre científico con el que se designa a todos los híbridos habitualmente cultivadas que derivan de los cruzamientos entre Petunia integrifolia de Brasil y de Petunia axillaris de Argentina. Se trata de plantas perennes, cultivadas como anuales, de no más de 30 a 50 cm de altura. Presenta flores de diversos colores, tamaños, ondulaciones y texturas de los pétalos.

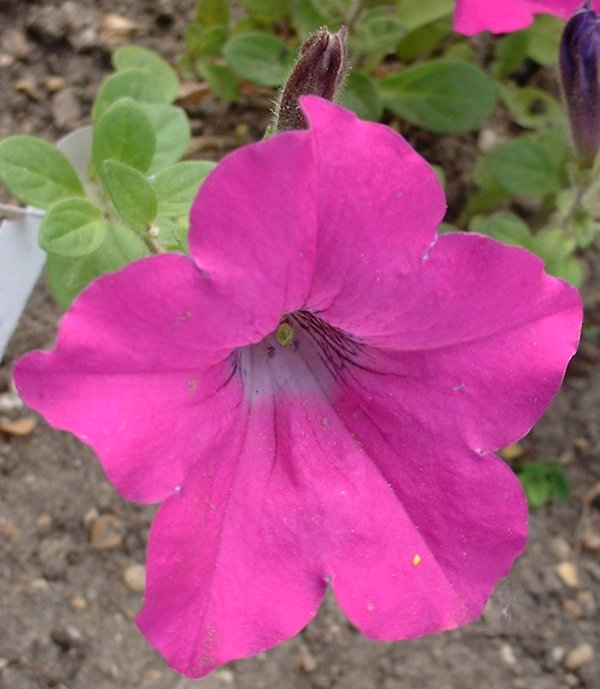
"Petunia Lavender Wave"